# Thomas Temple (homme politique)
Pour les articles homonymes, voir Temple (homonymie).
Thomas Temple (1818-1899) est un agriculteur et un homme politique canadien du Nouveau-Brunswick.

## Biographie
Thomas Temple naît le 4 novembre 1818 à Bampton, dans l'Oxfordshire (Angleterre). Il se présente à la Chambre des communes et est élu le 29 juin 1884 député fédéral conservateur de la circonscription de York. Il sera par la suite réélu deux fois, aux élections de 1887 et 1891. Il est ensuite nommé sénateur 23 avril 1896 sur avis de Mackenzie Bowell et le reste jusqu'à sa mort le 25 août 1899.